# Église San Carlo alle Mortelle
San Carlo alle Mortelle est une église catholique de style baroque située dans le centre de Naples, en Italie. 

## Histoire
L'église a été érigée en 1616 sous la conception de Giovanni Ambrogio Mazenta. La plupart des travaux ont été achevés au cours du XVIIe siècle, tandis que la façade conçue par Enrico Pini n'a été achevée qu'au milieu et à la fin du XVIIIe siècle. Cette dernière a deux ordres, avec des chapiteaux à motifs floraux. Les statues de saint Liborius et du bienheureux Alessandro Sauli (de l'ordre Barnabite) se trouvent sur les côtés du portail principal, tandis que dans une niche centrale se trouve la statue de saint Charles Borromée, titulaire de l'église. 
L'intérieur a un plan en croix latine, avec trois chapelles latérales. Les restes du cloître baroque se trouvent dans un bâtiment à droite de l'église et, dans un autre bâtiment abritant actuellement une école, les restes des fresques de Francesco Solimena, qui faisaient autrefois partie du collège annexé à l'église. 

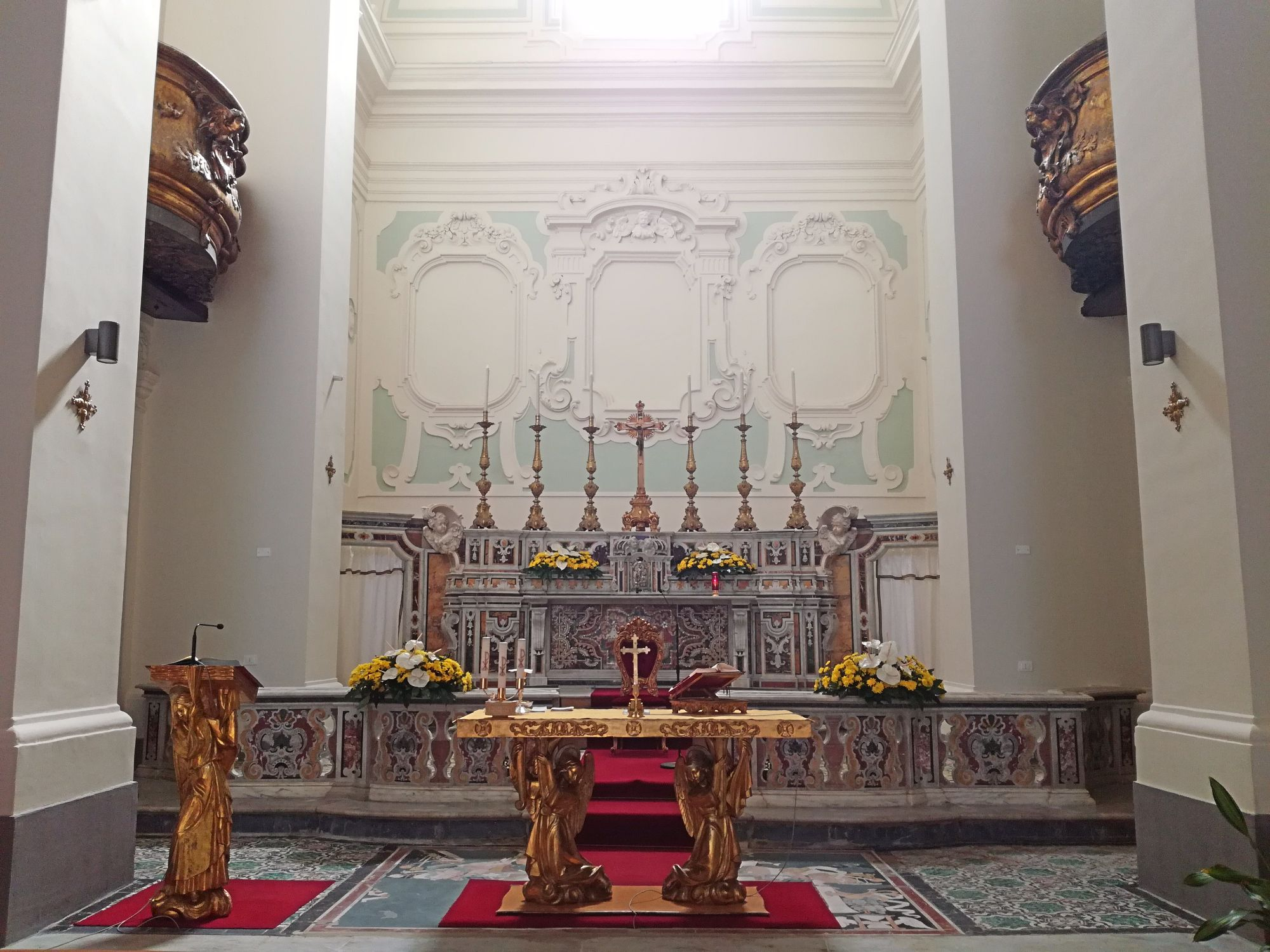
Autel principal.

## Sources
- Vincenzo Regina, Le chiese di Napoli. Viaggio indimenticabile attraverso la storia artistica, architettonica, letteraria, civile e spirituale della Napoli sacra, Naples, Newton e Compton, 2004